# Массачукколи
Массачукколи (итал. Lago di Massaciuccoli) — озеро в Италии, в регионе Тоскана, провинции Лукка.
Озеро расположено главным образом на территории коммуны Массароза и частично в Торре-дель-Лаго (местечко в Виареджо). Площадь озера составляет 6,9 км². Недалеко от озера жил и охотился великий итальянский композитор Джакомо Пуччини.